# Josef Vykoukal
Josef Vykoukal, křtěný Josef Ferdinand (19. ledna 1861 Přerov – 23. prosince 1927 Štěnovice) byl rakouský statkář, podnikatel v cukrovarnictví a politik z Moravy, později působící v Čechách; poslanec Moravského zemského sněmu.

## Biografie
Narodil se ve Školní ulici v Přerově v rodině řezníka Josefa Vykoukala. Vychodil obecnou školu, po dva roky studoval reálné gymnázium. Od svých 17 let pomáhal otci ve správě hospodářství. Po tři roky sloužil v armádě. Po návratu se usadil a hospodařil v Čechách u Přerova. Rozvíjel pěstování cukrové řepy. Byl zvolen do obecního výboru. Když mu zemřela první manželka Antonie, oženil se s Bertou Stejskalovou, dcerou starosty v Dřevohosticích, kam se přestěhoval. Měl pozemky v Domaželicích a v Dřevohosticích. V Dřevohosticích a Němčicích nad Hanou se podílel na vzniku akciových rolnických cukrovarů.
Koncem 19. století se zapojil i do vysoké politiky. V zemských volbách v roce 1896 byl jako kandidát Katolické strany národní na Moravě zvolen do Moravského zemského sněmu. Zde až do své rezignace v roce 1902 zastupoval kurii venkovských obcí, obvod Holešov, Bystřice p. Hostýnem, Napajedla. V roce 1894 se účastnil 1. sjezdu katolíků česko-slovanských v Brně.
Roku 1902 se přestěhoval do Napajedel. Zde a v nedalekých Malenovicích vedl správu celkem dvanácti dvorů a byl vlastníkem cukrovaru. Tehdy prodal svá hospodářství v Čechách u Přerova a v Dřevohosticích. V roce 1905 opustil Moravu a společně s manželkou Bertou koupil velkostatek ve středočeských Lochovicích u Hořovic. Na novém působišti se neúspěšně pokusil o založení cukrovaru. Vybudoval zde hospodářský lihovar. Od počátku roku 1912 žil a působil v Štěnovicích na Plzeňsku, kde zakoupil od dědiců Kličkových velkostatek Štěnovice a kde setrval až do své smrti. Zemřel v noci z 23. na 24. prosince 1927. Roku 1929 byly Vykoukalovy ostatky přeneseny do nově vybudované hrobky stojící ve štěnovické oboře nad řekou Úhlavou.
I v dobách, kdy již nebydlel na Moravě, byl aktivní v moravském hospodářském životě. Počátkem roku 1909 patřil mezi zakladatele rolnického akciového cukrovaru v Hulíně u Kroměříže. Nejprve byl předsedou výboru pro výstavbu cukrovaru a do smrti pak zůstal předsedou jeho představenstva. Každý týden podnikal vlakem cestu z Lochovic, později ze Štěnovic, až na Moravu. Byl členem cukrovarnické Agencie v Olomouci, Cukrovarnického spolku, Společnosti pro nákup vagonů, Správní rady přerovské rafinerie, Správní rady velvarského cukrovaru nebo Spolku pro pěstění řepy.